# Tadeusz Obłój
Tadeusz Jan Obłój (ur. 29 sierpnia 1950 w Katowicach) – polski hokeista, trener.
Zawodnik Baildonu Katowice (1963–1982) i Polonii Bytom (1982–1984). Czterokrotny wicemistrz Polski w drużynie Baildonu, król strzelców w 1975. W polskiej lidze strzelił 450 bramek w 565 spotkaniach, co jest drugim wynikiem w historii polskiego hokeja. dwukrotnie zostawał królem strzelców sezonu: 1971/1972 (39 goli) oraz 1974/1975 (39 lub 40 goli).
Był wielokrotnym reprezentantem Polski, wystąpił w niej 151 razy zdobywając 58 bramek. W tym trzykrotnym uczestnikiem igrzysk olimpijskich (Sapporo 1972, Innsbruck 1976, Lake Placid 1980) i ośmiokrotnym uczestnikiem mistrzostw świata (1970, 1972, 1973, 1974, 1975, 1978, 1979). Na turnieju mistrzostw świata 1978 Grupy B w ostatnich pięciu minutach meczu strzelił trzy gole w ostatnim spotkaniu z Rumunią, zdobył tytuł króla strzelców i został wybrany do składu gwiazd turnieju, otrzymując najwięcej głosów.
Po zakończeniu kariery zawodniczej trenował zespoły młodzieżowe i juniorskie w mieście niemieckim mieści Iserlohn (przy klubie Iserlohn Roosters). Od 11 sierpnia 2010 trener drużyny Stoczniowca Gdańsk. Po zakończeniu sezonu 2010/11 trenuje ponownie w klubie Iserlohn Roosters.